# فیونولا فلانگان
فیونولا منون فلانگان (به ایرلندی: Fionnghuala Manon Flanagan) (زاده ۱۰ دسامبر ۱۹۴۱) یک بازیگر سینما و تلویزیون ایرلندی است.
او در مجموعه تلویزیونی لاست در نقش الوئیز هاوکینگ ظاهر شده‌است.
از فیلم‌های معروف او هم می‌توان به بازی در فیلم یانگبلاد، کشتن مرد ایرلندی، اسرار غیبی انجمن خواهرانه یایا، پول برای هیچ، جریان پس‌رو، فرزند مادری و زنان جیمز جویس دیگران (فیلم ۲۰۰۲)اشاره کرد.